# لی ژیائوپنگ (بازیکن فوتبال)
لی ژیائوپنگ (انگلیسی: Li Xiaopeng (footballer)؛ زادهٔ ۲۰ ژوئن ۱۹۷۵) یک بازیکن فوتبال بازنشسته و مربی فوتبال، اهل جمهوری خلق چین است. به عنوان بازیکن او تمام دوران حرفه‌ای بازیش را در شادونگ لیوننگ گذراند.
او در تیم ملی چین نیز بازی کرده وبا این تیم در جام جهانی ۲۰۰۲ نیز شرکت کرد.